# Medianwählertheorem
Das Medianwählertheorem wurde in den 1950er-Jahren entwickelt und besagt, dass sich die Positionen der Parteien zur Mitte hin angleichen werden. Das dazugehörige Medianwählermodell dient in der (neuen) politischen Ökonomik (ökonomische Theorie der Politik) der Veranschaulichung des Verhaltens von Parteien.

## Geschichte
Das Medianwählermodell wurde erstmals 1948 in Duncan Blacks Artikel On the Rationale of Group Decision-making beschrieben. Verbreitung fand es vor allem durch Anthony Downs’ Buch An Economic Theory of Democracy (1957). Erste Ansätze zum Modell finden sich jedoch bereits bei Condorcet (später von Kenneth Arrow verallgemeinert) und namentlich 1929 im Aufsatz Stability in Competition von Harold Hotelling. Aus diesem Grund wird das Medianwählermodell gelegentlich auch Hotelling-Downs-Modell genannt.

## Annahmen
Das Modell geht zur Veranschaulichung von einem Zweiparteiensystem aus; eine Partei wird als eher links, die andere als eher rechts eingestuft. Auch wird vereinfachend davon ausgegangen, dass sich Wähler in Umfragen in zwei Spektren einordnen lassen, links und rechts. Zwischen einer extremen linken Einordnung eines Wählers und einer extremen rechten ist eine kontinuierliche Abstufung möglich. Entscheidend ist vor allem, dass die Präferenzen der Wähler eingipflig sind. Das bedeutet, dass jeder Wähler eine bestimmte Präferenz im links-rechts Spektrum aufweist und er sich umso schlechter vertreten fühlt, je weiter die angebotene Alternative entfernt ist. Gibt es hingegen Wähler, die sich für eine extreme Position einsetzen, sei sie extrem links oder extrem rechts, oder verliert eine Partei einen Wähler, wenn sie sich zu sehr von ihm entfernt, der Wähler dann also beide Parteien als gleich schlecht einstuft, gilt das Medianwählertheorem nicht mehr. 

## Idee

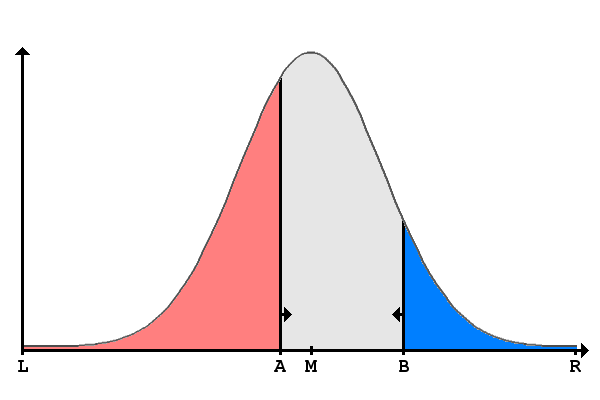
Die Parteien A und B versuchen den Medianwähler für sich zu gewinnen und bewegen sich daher zur Mitte. Die rote und blaue Fläche repräsentiert die bereits gewonnenen Wähler.

Wähler, deren politisch-ideologischen Anschauungen links der linken Partei liegen, werden die linke Partei wählen, da sie von ihr besser vertreten werden. Umgekehrt werden Wähler, deren Anschauungen rechts der rechten Partei liegen, die rechte Partei wählen. Diese Ränder müssen die beiden Parteien bei ihren Äußerungen nicht berücksichtigen, die Stimmen sind ihnen gewissermaßen bereits sicher.
Das Medianwählermodell geht daher davon aus, dass im Wahlkampf die Positionen der politischen Mitte besonders umkämpft sind. Rückt die linke Partei programmatisch näher an die rechte Partei heran, so kann sie dieser Wählerstimmen abnehmen. Umgekehrt wird die rechte Partei bestrebt sein, weiter nach links zu rücken. Es findet ein Kampf um die Mitte statt. Der für den Wahlausgang entscheidende Wähler der Mitte heißt Medianwähler.
| Formale Definition des Medianwählers: Der Medianwähler ist der Wähler, durch den eine Häufigkeitsverteilung in zwei gleich große Gruppen geteilt wird. {\displaystyle \int _{0}^{x_{M}}f(x)\,\mathrm {d} x=F(x_{M})=0{,}5}, wobei - {\displaystyle f(x)} eine nicht näher spezifizierte Wahrscheinlichkeitsdichte darstellt. - {\displaystyle F(x_{M})} die Verteilungsfunktion an der Stelle {\displaystyle x_{M}} darstellt. |

Das Phänomen wird unter der Annahme einer annähernd normalverteilten Wählereinordnung verstärkt, da dadurch in der Mitte besonders viele Stimmen zu holen sind.

## Doppeltes Medianwählermodell
Das beschriebene Modell ist dahingehend erweiterbar, dass in linken Parteien eher rechte Spitzenkandidaten aufgestellt werden und umgekehrt in rechten Parteien eher linke. Auf diese Weise verspricht man sich eine bessere Möglichkeit, die Medianwählerstimmen zu gewinnen. Auf die Wähler am Rand muss wenig geachtet werden, da diese ohnehin den ihnen näherstehenden Kandidaten wählen werden. Erfolgversprechend ist daher nur der Kampf um die Wähler der Mitte. Nur diese lassen sich durch die Wahl des Kandidaten gewinnen.
Auf diese Weise wird erklärbar, wieso sich in sozialdemokratischen Parteien häufig zum konservativen Flügel gehörende Kandidaten durchsetzen, in konservativen Parteien dagegen häufig Kandidaten, die zum sozialen Flügel gehören. Die Positionen der Spitzenkandidaten sind daher oft weniger weit auseinander als die Positionen der Parteien selbst. Es wirken „zentripetale Kräfte“ des politischen Wettbewerbs. Das sind solche Kräfte, die dahin wirken, dass sich die in Konkurrenz zueinander stehenden Politiker bzw. Parteien aufeinanderzubewegen.

## Bewertung
Gelegentlich wird bemängelt, dass das Modell nur im Zweiparteienfall direkt angewendet werden kann. Auch entspricht eine Reduzierung auf „links“ und „rechts“ nicht der politischen Realität, in der zwischen sozialliberalen und sozialkonservativen, wirtschaftsliberalen und regulierungsfreundlichen, ökologiefreundlichen und technikfreundlichen und vielen weiteren Positionen unterschieden werden kann. 
Dies ist jedoch zumindest analytisch kein Problem, da man die weiteren Positionen der Parteien auf weiteren Dimensionen des Koordinatensystems auftragen kann. Zum Beispiel würde man dann mit der Achse ökologiefreundlich-ökologiefeindlich ein zweidimensionales Koordinatensystem erhalten, in dem prinzipiell die gleichen Überlegungen möglich sind. Mehrdimensionale (insbesondere mehr als dreidimensionale) Koordinatensysteme sind weniger gut grafisch darstellbar, erklären jedoch den Sachverhalt ebenfalls. 

## Fazit
Trotz der vereinfachten Annahmen des Modells lassen sich auf seiner Grundlage entscheidende Erklärungen für das Verhalten von Parteien in einem politischen System gewinnen. Dies gilt insbesondere für Zweiparteiensysteme. So lassen sich die Vorhersagen des Modells in solchen Systemen häufig beobachten, etwa in Wahlkämpfen in den USA.
Doch lässt sich das Modell prinzipiell auf Mehrparteiensysteme erweitern, etwa auf Deutschland. Dies auch deshalb, weil auch in Mehrparteiensystemen häufig nur die Auswahl aus zwei politischen Lagern besteht, bzw. durch Polarisierung im Wahlkampf dieser Eindruck vermittelt wird. Erfahrungen haben gezeigt, dass die Vernachlässigung von Flügeln zu Abspaltungen bzw. Neugründungen von Parteien führen kann, entweder, weil Problembereiche vernachlässigt wurden (Sozialpolitik → Sozialparteien, Ökologie → Umweltparteien, Informationsfreiheit → Datenschutzparteien) oder Ideologien nicht weiter bedient wurden. Dies gilt etwa, wenn Parteien ihre Positionen zu sehr an der Mitte ausrichten und die Ränder vernachlässigen. Auf diese Weise kann sich ein Zweiparteiensystem zu einem Mehrparteiensystem erweitern.